# Мифтахутдинова, Дина Артуровна
Дина Артуровна Мифтахутдинова (род. 2 ноября 1973) — украинская гребчиха, призёр Олимпийских игр, заслуженный мастер спорта Украины.
Дина Мифтахутдинова тренировалась в спортивном клубе Вооруженных Сил Украины в Днепропетровске.
Серебряную олимпийскую медаль она завоевала на Олимпиаде в Атланте в составе четверки сборной Украины.
На сиднейской Олимпиаде в составе четверки заняла четвёртое место.
После завершения карьеры работает тренером по академической гребле в спортивном комплексе «Дзержинка» города Днепропетровска. В числе её воспитанников — Анна Кравченко.

## Награды
- Почётный знак отличия Президента Украины (07.08.1996)[6]